# Неизвестный по имени царь Персиды III
Неизвестный по имени царь Персиды III (Пакор III) — царь Персиды в середине или второй половине II века.

На нумизматическом материале этого правителя, чьим преемником авторы Ираники считают Манучехра II, отсутствуют разборчивые надписи. Изображенная на реверсе фигура без короны и мантии не имеет аналогов среди монет других царей Персиды. Иранский исследователь Х. Резахани предварительно предложил называть его Пакором III.
Преемником стал Манучехр III.